# Zapotal Segundo (centrala Tantoyuca kommun)
Zapotal Segundo är en ort i Mexiko.   Den ligger i kommunen Tantoyuca och delstaten Veracruz, i den sydöstra delen av landet, 230 km norr om huvudstaden Mexico City. Zapotal Segundo ligger 165 meter över havet och antalet invånare är 414.
Terrängen runt Zapotal Segundo är platt. Runt Zapotal Segundo är det ganska tätbefolkat, med 72 invånare per kvadratkilometer. Närmaste större samhälle är Tantoyuca, 6,8 km sydost om Zapotal Segundo. Trakten runt Zapotal Segundo består till största delen av jordbruksmark.